# Vaticanus (Gottheit)
Vaticanus (auch Vagitanus) war eine römische Gottheit. Er war für das Schreien der Babys und Kinder zuständig.

## Erwähnung bei Augustinus
Augustinus von Hippo (354–430) erwähnt Vaticanus mehrere Male in seinem Werk De Civitate Dei (Über den Gottesstaat). Er schreibt über die Gründe, weshalb die Römer seiner Meinung nach ihre zahlreichen Götter dem christlichen Gott vorziehen, und berichtet dabei auch über die Gottheit Vaticanus.
„Welche Götter waren es, deren Schutz das römische Reich nach der Meinung der Römer seinen Aufschwung und seine Erhaltung verdankte, während sie doch kaum irgend etwas dem Schutz eines Gottes allein anzuvertrauen für geraten hielten? (...) ... oder dem Vaticanus, der dem Schreien [vagitus] der Kinder vorsteht“ (4. Buch, Kapitel 8)
Im elften Kapitel des vierten Buches schreibt Augustinus darüber, dass heidnische Gelehrte den Namen des Gottes Jupiter als Sammelbegriff für viele Gottheiten verwenden:
„In den gelehrten Schriften der Heiden gilt Jupiter als Sammelname für viele Götter. ... er öffne ihnen den Mund zum Schreien und heiße davon Vaticanus“